# Ludwig Quidde
Ludwig Quidde, född 23 mars 1858 i Bremen, död 4 mars 1941 i Genève, var en tysk historiker, publicist, pacifist och vänsterliberal politiker under det Tyska kejsardömets och Weimarrepublikens tid. Han var en framträdande kritiker av kejsaren Vilhelm II. 1927 mottog han tillsammans med Ferdinand Buisson Nobels fredspris för sina insatser som drivande kraft och organisatör av olika internationella fredskonferenser. 

## Liv

### Utbildning och vetenskaplig karriär
Ludwig Quidde var son till en välmående köpman. Han läste vid det humanistiska Altes Gymnasium i Bremen och tog 1876 sin abitur. Därefter studerade han till 1881 historia, filosofi och ekonomi i Strasbourg och Göttingen. Han promoverades till filosofie doktor genom skriften "König Sigmund und das Deutsche Reich von 1410 bis 1419" ("Kung Sigismund och det tyska riket från 1410 till 1419"). Samma år publicerade han anonymt verket "Die Antisemitenagitation und die Deutsche Studentenschaft" ("Antisemitagitationen och den tyska studentkåren").
1882 gifte sig Quidde med musikern och författaren Margarete Jacobson. 1885 blev han självständig ledare för Reichstagsakten-Edition, genom vilken Tysk-romerska rikets riksdagsdokument från 1376 och framåt förvaltades. 1887 blev han extraordinarie ledamot av den historiska kommissionen. 1888 grundade han som utgivare den historiska tidskriften "Deutsche Zeitschrift für Geschichtswissenschaft". År 1890 blev Quidde som professor och ledande sekreterare för det preussiska bibliografiska institutet kallad till Rom. År 1892 återvände han till Tyskland och blev docent i den historiska klassen i Bayerska vetenskapsakademin i München. År 1893 var han en av grundarna av det tyska historikerförbundet och de tyska historikerdagarna. Fram till denna tidpunkt räknades han som intygad expert på området Europas senmedeltida historia. 
På grund av satiren Caligula - Eine Studie über römischen Cäsarenwahnsinn ("Caligula - En studie i romerskt kejsarvansinne"), en anspelning på Vilhelm II, blev Quidde dömd till ett tre månaders häktningsstraff för majestätsbrott. Skriften blev sin tids mest framgångsrika pamflett och kom ut i över 30 upplagor. Affären ledde till ett tidigt avbrott i hans vetenskapliga karriär och till samhällelig uppmärksamhet. Endast en ansenlig ärvd förmögenhet möjliggjorde för honom att under de följande åren helt slå sig på politiken.

### Politisk utveckling
Redan 1893 inträdde Quidde i det Tyska folkpartiet (Deutsche Volkspartei) (förkortat: DtVP). DtVP (grundat 1868) hade redan framträtt som följd av den preussiska författningskonflikten under 1860-talet som vänsterliberalt parti ur splittringen av Tyska framstegspartiet (Deutsche Fortschrittspartei) i olika liberala partier. De högerliberalas fraktion däremot, som stödde den konservativt-preussiska regeringspolitiken i Nordtyska förbundet och därefter i det 1871 grundade tyska kejsardömet, hade samlat sig i det Nationalliberala partiet (Nationalliberale Partei). 
DtVP som ett av de större vänsterliberala partierna, som hade sina fästen framför allt i Sydtyskland, förespråkade i motsats till nationalliberalerna federala strukturer i det tyska riket, stod i opposition till Preussens överhöghet och engagerade sig för en förstärkning av parlamentet och mer demokratiska förhållanden mot monarkins starka politiska makt i Tyskland. (Riksregeringen under kejsardömet valdes inte av riksdagen, utan av monarken.) Samtidigt samarbetade DtVP i enskilda frågor även med det då marxistiskt inriktade socialdemokraterna. 
Det år då han blev medlem i DtVP (1893) publicerade Ludwig Quidde sin skrift "Der Militarismus im heutigen Deutschen Reich" ("Militarismen i dagens tyska rike"). Från 1894 till 1900 var ha utgivare av den demokratiska dagstidningen "Münchner Freie Presse". 1895 blev han ordförande för den bayerska avdelningen av tyska folkpartiet och utarbetade ett nytt program för partiet, där parlamentarisering, reform av rättsväsendet och militären samt upprättande av federalism förespråkades. 
1898 hade Quidde publicerat den socialkritiska artikelserien "Arme Leute in Krankenhäusern" ("Fattiga människor i sjukhus") i Münchener Freie Presse. Till följd av denna serie infördes den första kodifieringen av experiment på människor.
Genom sin ledande funktion i det bayerska DtVP och hans därav resulterande bekanthet blev han 1907 invald i den bayerska lantdagen och var lantdagsledamot till 1918. Under tiden hade det tyska folkpartiet 1910 sammanslagits med det Frisinnade folkpartiet (Freisinnige Volkspartei) och den frisinnade föreningen (Freisinnige Vereinigung) till Fortschrittliche Volkspartei. Efter att första världskriget inletts var Quiddes lantdagsmandat väsentligen en formell angelägenhet, då han mellan slutet av 1914 och 1918 som krigsmotståndare till större del uppehöll sig i utlandet. Därigenom kunde han till stor del undvika faran för politisk repression och förföljelse i Tyskland. 
Redan sedan 1892 var Quidde regelbunden deltagare i sessionerna i den Internationella fredsbyråns råd och arbetade i det tyska fredssällskapet Deutsche Friedensgesellschaft. Från 1899 var han ledare för den tyska delegationen till världsfredskongresserna. 1907 organiserade han den sextonde världsfredskongressen i München. 1913 publicerade han en skrift med titeln "Entwurf zu einem internationalen Vertrage über Rüstungsstillstand" ("Utkast till ett internationellt fördrag om rustningsstillestånd") i anslutning till den tjugonde världsfredskongressen. Det år då första världskriget inleddes, 1914, valdes han till ordförande i tyska fredssällskapet och förblev på denna post till 1929. 1915 deltog Bund Neues Vaterlands sammanträde i Haag. Fram till krigsslutet hade han sin uppehållsort i det neutrala Schweiz.
Efter första världskriget återkom Quidde till Tyskland och blev under den revolutionära situationen i Bayern liksom i hela Tyskland (jämför Bayerska rådsrepubliken och novemberrevolutionen 1918) 1918 vicepresident för det provisoriska bayerska nationalrådet och 1919 dessutom ledamot för Deutsche Demokratische Partei (DDP) i Weimarrepublikens nationalförsamling. DDP bildades efter kriget av majoriteten i Fortschrittliche Volkspartei och den lilla vänsterflygeln i nationalliberala partiet, och bildade 1919-1920 tillsammans med SPD och Centrumpartiet den så kallade "Weimarkoalitionen", den första regeringen i Weimarrepubliken.
Från 1921 var han ordförande för den pacifistiska paraplyorganisationen "Deutsches Friedenskartell" (till 1929), dessutom medlem av de bayerska "ungdemokraterna" (Jungdemokraten). Till 1933 skrev han i deras tidskrift "Echo der Jungen Demokratie".
1924 blev Quidde anklagad för landsförräderi på grund av sin skrift "Der deutsche Pazifismus während des Weltkrieges" ("Den tyska pacifismen under världskriget"), och kortvarigt satt i fängelse. 1927 mottog han Nobels fredspris tillsammans med den franske pacifisten Ferdinand Buisson. 1929 blev han som företrädare för den moderata flygeln ersatt som ordförande för tyska fredssällskapet av den radikala flygeln påskyndade Fritz Küster, varefter han 1930 utträdde ur sällskapet. 
Även från Deutsche Demokratische Partei utträdde han tillsammans med nästan hela vänsterflygeln 1930. Efter detta ingick DDP i partiet Deutsche Staatspartei. Quidde kunde inte längre bära med denna utveckling till en tilltagande nationalism även inom de partier som räknades som liberala vid slutet av Weimarrepublikens tid. 
Han blev ordförande för Vereinigung Unabhängiger Demokraten och tillsammans med den tidigare DDP-medlemmen och pacifisten Hellmut von Gerlach och Paul Freiherr von Schoenaich medgrundare av Radikaldemokratische Partei (RDP), som dock förblev utan nämnvärt politiskt inflytande under Weimarrepublikens sista år. Han avböjde det partiledarskap som erbjöds honom.

### Exil
Efter nazisternas maktövertagande emigrerade Quidde i mars 1933 till Schweiz, där han levde under de följande åren fram till sin död i Genève och var verksam för "Neue Zürcher Zeitung". Då han var så gott som medellös måste han också överta korrektur- och trädgårdsarbeten. Fastän han avhöll sig från politiska uttalanden, för att inte bringa sin fru som var kvar i Tyskland, i fara, försökte han understödja pacifismen i Tyskland från Schweiz. 1935 grundade han Comité de secours aux pacifistes exiles som hjälporganisation för pacifistiska emigranter. 1940 fråntogs Quidde officiellt sitt tyska medborgarskap av de nazistiska makthavarna. 
Ludwig Quidde dog 1941 vid närmare 83 års ålder i Genève.
Sedan 1974 finns ett vänsterliberalt bildningsverk uppkallat efter honom, Ludwig-Quidde-Forum i Bochum.

## Viktiga publikationer
- "Die Entstehung des Kurfurstencollegiums: Eine verfassungsgeschichtliche Untersuchung" (1884)
- "Studien zur Geschichte des Rheinischen Landfriedensbundes von 1259" (1885)
- "Militarismus im heutigen Deutschen Reich" (1890)
- "Caligula. Eine Studie über römischen Cäsarenwahnsinn" (1894)
- "Völkerbund und Demokratie" (1922)
- "Der deutsche Pazifismus während des Weltkrieges 1914-1918" (1924)
- "Der erste Schritt zur Weltabrüstung" (1927)
- "Histoire de la paix publique en Allemagne au moyen age" (1929)